# Rodolphe (évêque de Gap)
Pour les articles homonymes, voir Rodolphe.
Rodolphe (Rodulfi/Rodulfus) est un évêque de Gap de la première moitié du XIe siècle. Pour les auteurs, il appartient au lignage des Aynard de Domène, dont serait issue la famille de Monteynard.

## Biographie

### Origines
Ses origines ne sont pas certainement connues. Les auteurs de la Gallia christiana novissima (Joseph-Hyacinthe Albanès et Ulysse Chevalier, 1895), tout comme Jules Chevalier (1897), considèrent qu'il est le neveu de l'évêque de Gap, Féraud, à qui il succèdera. L'archéologue médiéviste Marie-Pierre Estienne (2004) ne mentionne pas cette parenté.
Il est, par ailleurs, considéré comme le fils de Rodolphe, possesseur des terres de Domène (Dauphiné), auteur de la tige de la famille de Monteynard. Les auteurs s'appuient notamment sur la charte n°61 du cartulaire de Domène, ainsi que sur la charte no 2779 du Cartulaire de Cluny. J. Chevalier précise que cette hypothèse de parentèle est due à l'archiviste grenoblois Emmanuel Pilot de Thorey. 
La charte n°61 du cartulaire de Domène mentionne ainsi Rodolphe (Rodulfe/Rodulfus) aux côtés de ses frères domini Aynard/Ainard de Domène et son épouse, Gention, Vuigon et Aténulfe, lors de la fondation du prieuré de Domène, Le document ne semble pas daté, mais le Regeste dauphinois donne pour année 1027.
Selon l'hypothèse de filiation, il serait ainsi le neveu de Pierre Ier, évêque de Sisteron (frère de Féraud), et le cousin de Pierre de Mirabel, évêque de Vaison (ce dernier étant le frère de l'évêque Féraud).

### Épiscopat
La date de l'élection n'est pas connue, cependant les auteurs, dont J. Chevalier (1897), considèrent qu'il monte vers 1040 sur le trône épiscopal de Gap,.
Rodolphe est mentionné la première fois comme évêque de Gap dans une transaction de l'année 1044,. Il s'agit d'un partage de la ville de Gap entre l'évêque et Guillaume (W.) Bertrand comte de Provence, sous les auspices de l'archevêque d'Embrun, Ismidon/Hismidon, et de Pierre de Mison (vicomte de Gap ?),. L'historien Joseph Roman (1892) rappelle que le conflit se place dans un contexte de transition à la tête du royaume d'Arles, à la suite de la succession du roi Rodolphe III, et que profitant du délitement de l'affaiblissement des princes, le comte et l'évêque Féraud cherchaient à accroître leur pouvoir sur la ville. Rodolphe poursuit cette lutte de pouvoir et obtient un partage du pouvoir temporel sur la cité. Il obtient ainsi le droit absolu de justice sur le territoire urbain, tandis que le comte se réserve un droit symbolique supérieur notamment sur la partie de la cité entourée,.
Rodolphe est mentionné à nouveau, avec ses frères, dans des donations au prieuré de Domène en 1045, 1058 et 1090.
La fin de son épiscopat n'est pas précisément connue. La Gallia christiana novissima donne vers 1050 (?).